# Xameçadim Iltutemis
Xameçadim Iltutemis (Shams ud-Din Iltutmiš; 1192 – 30 de abril de 1236) foi o terceiro dos reis mamelucos que governaram os antigos territórios Gúridas no norte da Índia. Foi o primeiro soberano muçulmano a governar a partir de Déli, sendo considerado o verdadeiro fundador do Sultanato de Déli.
Vendido como escravo ainda jovem, Iltutmish passou sua infância em Bucara e Gázni sob o domínio de diversos senhores. No final da década de 1190, o comandante Gúrida, Qutb ud-Din Aibak, o comprou em Déli, tornando-o, assim, escravo de um escravo. Iltutmish se destacou no serviço a Aibak, recebendo a importante iqta' (feudo) de Badaun. Suas ações militares contra os rebeldes Khokhar em 1205–1206 chamaram a atenção do governante gúrida, Muhammad de Ghor, que lhe concedeu liberdade mesmo antes de seu mestre Aibak ser libertado.
Após o assassinato de Muhammad de Ghor em 1206, Aibak se tornou praticamente um governante independente dos territórios Gúridas na Índia, com sua sede em Lahore. Com a morte de Aibak, Iltutmish destronou seu impopular sucessor, Aram Shah em 1211, estabelecendo sua capital em Déli. Em seguida, consolidou seu domínio ao subjugar diversos dissidentes e enfrentar outros antigos escravos Gúridas, como Taj al-Din Yildiz e Nasir ad-Din Qabacha. Entre 1225 e 1227, ele subjugou os antigos subordinados de Aibak, que haviam formado um reino independente em Lakhnauti, no leste da Índia. Ele também afirmou sua autoridade sobre Ranthambore (1226) e Mandore (1227), cujos chefes hindus haviam declarado independência após a morte de Aibak.
No início da década de 1220, Iltutmish evitou a região do Vale do Indo, que estava envolvida em conflitos entre Qabacha, a dinastia Khwarazmiana e os Mongóis. Em 1228, ele invadiu essa região, derrotou Qabacha e anexou grandes partes do Punjab e Sindh ao seu império. Posteriormente, o califa abássida al-Mustansir reconheceu sua autoridade na Índia. Nos anos seguintes, Iltutmish suprimiu uma rebelião em Bengala, capturou Gwalior, invadiu as cidades de Bhilsa e Ujjain, controladas pelos Paramaras na Índia central, e expulsou subordinados Khwarazmianos do noroeste. Seus oficiais também atacaram e saquearam a área de Kalinjar, controlada pelos Chandelas.
Iltutmish organizou a administração do Sultanato, lançando as bases para o domínio sobre o norte da Índia até a invasão Mughal. Ele introduziu a moeda de prata "tanka" e a de cobre "jital" – as duas moedas básicas do período do Sultanato, com peso padrão de 175 grains. Estabeleceu o sistema Iqtadari, dividindo o império em Iqtas, que eram atribuídas aos nobres e oficiais como pagamento por seus serviços. Construiu muitos edifícios, incluindo mesquitas, khanqahs (monastérios), dargahs (santuários ou túmulos de pessoas influentes) e um reservatório (hawz) para os peregrinos.

## Nomes e títulos
O nome "Iltutmish" significa literalmente "mantenedor do reino" em turco. Como as marcas vocálicas geralmente são omitidas nos manuscritos históricos em persa, diferentes escritores dos séculos XIX e XX leram o nome de Iltutmish de diversas formas, como "Altamish", "Altamsh", "Iyaltimish" e "Iletmish". No entanto, vários versos de poetas contemporâneos, nos quais o nome do sultão aparece, rimam corretamente apenas se o nome for pronunciado como "Iltutmish". Além disso, um manuscrito do Tajul-Ma'asir de 1425-1426 (AH 829) mostra a vogal "u" no nome do sultão, o que confirma que "Iltutmish" é a forma correta de leitura.
As inscrições de Iltutmish mencionam vários de seus títulos grandiosos, incluindo:
- Maula muluk al-arab wa-l-ajam - ("Rei dos Reis dos Árabes e dos Persas"), um título usado por reis muçulmanos anteriores, incluindo o governante Ghaznavida Mas'ud
- Maula muluk al-turk wa-l'ajam, Saiyid as-salatin al-turk wa-l'ajam, Riqab al-imam maula muluk al-turk wa-l'ajam - ("Mestre dos Reis dos Turcos e dos Persas")
- Hindgir - ("Conquistador do Hindustão")
- Sultan Salatin ash-Sharq - ("Sultão dos Sultões do Oriente")
- Shah-i-Sharq - ("Rei do Oriente")
- Shahanshah - ("Rei dos Reis"), um título dos imperadores da Pérsia

Nas inscrições em sânscrito do Sultanato de Delhi, ele é referido como "Lititmisi" (uma adaptação de "Iltutmish"); "Suritan Sri Samasadin" ou "Samusdina" (uma adaptação de seu título "Sultão Shamsuddin"); ou "Turushkadhipamadaladan" ("o Senhor dos Turushkas").

## Biografia

### Primeiros anos
Iltutmish nasceu em uma família abastada: seu pai, Ilam Khan, era um líder da tribo turca Ilbari. De acordo com Minhaj, no Tabaqat-i Nasiri, Iltutmish era um "menino bonito e inteligente", o que despertou o ciúme de seus irmãos; esses irmãos o venderam a um comerciante de escravos em uma feira de cavalos. A narrativa de Minhaj parece ser inspirada na história corânica de Hazrat Yusuf (José), que também foi vendido como escravo por seus irmãos invejosos.
Ainda segundo Minhaj, Iltutmish foi levado a Bucara quando criança, onde foi revendido ao Sadr-i Jahan local (oficial encarregado de assuntos religiosos e doações). Existem várias anedotas sobre o interesse de Iltutmish pelo misticismo religioso desde pequeno. Em uma história contada pelo próprio Iltutmish no livro de Minhaj, certa vez um parente do Sadr-i Jahan lhe deu algum dinheiro e pediu que comprasse uvas no mercado. Iltutmish perdeu o dinheiro no caminho e começou a chorar, temendo ser punido por seu mestre. Um dervixe (líder religioso sufi) o notou e comprou as uvas para ele, em troca da promessa de que, quando tivesse poder, trataria bem os devotos e ascetas religiosos. Os escritos de Isami e outras fontes sugerem que Iltutmish também passou algum tempo em Bagdá, onde conheceu místicos sufis notáveis, como Shahab al-Din Abu Hafs Umar Suhrawardi e Auhaduddin Kermani.
Minhaj afirma que a família do Sadr-i Jahan tratou Iltutmish bem, e mais tarde o vendeu a um comerciante chamado Bukhara Haji. Posteriormente, Iltutmish foi vendido para outro comerciante, Jamaluddin Muhammad Chust Qaba, que o levou a Gázni. A chegada de um escravo bonito e inteligente na cidade foi relatada ao rei Gúrida, Muizadim Maomé, que ofereceu 1.000 moedas de ouro por Iltutmish e outro escravo chamado Tamghaj Aibak. Quando Jamaluddin recusou a oferta, o rei proibiu a venda desses escravos em Gázni. Um ano depois, Jamaluddin foi para Bukhara e ficou lá por três anos com os escravos.

### A serviço de Qutb al-Din
Posteriormente, o mestre de Iltutmish, Jamaluddin, retornou a Gázni, onde o comandante escravo de Muizadim, Qutb al-Din Aibak, notou Iltutmish. Qutb al-Din, que acabara de retornar de uma campanha em Gujarate (c. 1197), pediu permissão a Muizadim para comprar Iltutmish e Tamghaj. Como a venda deles estava proibida em Gázni, Muizadim ordenou que fossem levados a Déli. Em Déli, Jamaluddin vendeu Iltutmish e Tamghaj para Qutb al-Din por 100.000 jitals (moedas de prata ou cobre). Tamghaj ascendeu ao cargo de "muqta" (governador provincial) de Tabarhinda (possivelmente a moderna Bathinda, no Punjab), enquanto Iltutmish se tornou o "sar-jandar" (chefe da guarda pessoal).{sfn|K. A. Nizami|1992|p=212}}
Iltutmish subiu rapidamente na hierarquia ao servir Qutb al-Din, alcançando o posto de *Amir-i Shikar* (superintendente da caça). Após a conquista Gúrida de Gwalior em 1200, ele foi nomeado "Amir" da cidade e, mais tarde, recebeu o "iqta'" de Baran. Sua administração eficiente levou Qutb al-Din a conceder-lhe o "iqta'" de Badaun, que, segundo Minhaj, era o mais importante do Sultanato de Déli.
Em 1205–1206, o sultão Muizadim Maomé convocou as forças de Qutb al-Din para sua campanha contra os rebeldes Khokhar. Durante essa campanha, o contingente de Badaun, liderado por Iltutmish, forçou os Khokhars ao meio do rio Jelum e os matou ali. Muizadim notou Iltutmish e fez perguntas sobre ele. Posteriormente, o sultão presenteou Iltutmish com uma túnica de honra e pediu a Aibak que o tratasse bem. Minhaj afirma que Muizadim também ordenou a redação da carta de alforria de Iltutmish nessa ocasião, o que significaria que Iltutmish, um escravo de outro escravo até aquele momento, foi libertado antes mesmo de seu próprio mestre, Aibak, ser. No entanto, essa alforria não parece ter sido amplamente divulgada, pois Ibne Batuta relata que, na época de sua ascensão alguns anos depois, uma delegação de ulemás liderada pelo Qazi Wajihuddin Kashani aguardava para saber se ele havia obtido ou não sua carta de alforria.

## Ascensão ao poder
Após a morte de Muizadim Maomé em 1206, Qutb al-Din tornou-se governante do Sultanato de Delhi, que evoluiu de forma independente do antigo Império Gúrida. Em 1210, quando Qutb al-Din Aibak morreu inesperadamente em Lahore durante um jogo, os nobres locais nomearam Aram Shah como seu sucessor para evitar instabilidade no reino. No entanto, os nobres em outras partes do sultanato se opuseram a essa decisão e propuseram Iltutmish como alternativa, já que Aibak costumava chamá-lo de filho e ele tinha um histórico distinto de serviço. Esses nobres, liderados pelo justiciar militar ("Amir-i Dad") Ali-yi Ismail, convidaram Iltutmish para ocupar o trono.
Iltutmish marchou até Delhi, onde tomou o poder e, posteriormente, derrotou as forças de Aram Shah. Alguns nobres se rebelaram contra sua ascensão ao poder, mas Iltutmish os subjugou e mandou decapitar muitos deles.
Minhaj-i-Siraj afirma que, após a morte de Aibak, os antigos domínios Gúridas na Índia (*Mamalik-i-Hindustan*) foram divididos em quatro partes, com os seguintes centros:
- Déli, controlada por Iltutmish;
- Sind, controlada por Nasir ad-Din Qabacha, um ex-escravo Gúrida que havia sido *muqta* (governador provincial) de Uch desde 1204;
- Lakhnauti, controlada por Ali Mardan Khalji, um ex-governador que proclamou independência e se intitulou Sultão Ala al-Din;
- Laore, disputada entre Qabacha, Yildiz e Iltutmish.

Vários oficiais muçulmanos, que administravam as províncias do sultanao de Déli durante o reinado de Aibak, não reconheceram a autoridade de Iltutmish. De acordo com Minhaj, Iltutmish restabeleceu o controle de Déli sobre Badaun, Oude, Varanasi e Sivalik em uma série de campanhas. Por exemplo, ele capturou Varanasi após derrotar Qaymaz, que presumivelmente era um ex-oficial de Aibak.
Na época da ascensão de Iltutmish, o domínio de Déli  sobre vários chefes hindus havia enfraquecido, e alguns deles, como os de Ranthambore e Jalor, declararam independência. Durante os primeiros anos de seu reinado, outras ocupações aparentemente impediram Iltutmish de realizar campanhas contra esses chefes. Hasan Nizami menciona uma expedição não datada contra Jalor, que pode ter ocorrido algum tempo após sua vitória sobre Aram Shah.

## Derrota de Yildiz
A capital Gúrida de Gázni era controlada por Taj al-Din Yildiz, um ex-escravo que alegava ser o legítimo sucessor do imperador Gúrida. Após Iltutmish suprimir os pretendentes rivais ao trono, Yildiz enviou-lhe um guarda-sol real (chatr) e um bastão (durbash), que implicavam que Iltutmish era um governante subordinado. Iltutmish não queria um confronto imediato e aceitou os presentes. A inscrição mais antiga de Iltutmish, datada de outubro de 1211, refere-se a ele como um rei subordinado – "al-Malik al-Mu'azzam" ("o grande chefe") – em vez de um sultão imperial.
Enquanto isso, aproveitando-se do conflito de sucessão entre Aram Shah e Iltutmish, Qabacha capturou Lahore em 1211. Pouco depois, uma invasão dos Khwarazmidas forçou Yildiz a deixar Ghazni. Yildiz migrou para o leste, expulsou Qabacha de Lahore e capturou partes da região de Punjab. Iltutmish ficou preocupado com a possibilidade de Yildiz tentar ocupar Delhi e marchou contra ele.
Yildiz enviou uma mensagem a Iltutmish, declarando que ele era o verdadeiro sucessor de Mu'izz ad-Din e, portanto, tinha direito aos antigos territórios Gúridas na Índia. Segundo o *Futuh-us-Salatin* de Isami, Iltutmish respondeu que os dias de tais reivindicações hereditárias haviam acabado:
| “ | Você sabe que hoje o domínio do mundo é desfrutado por quem possui a maior força. O princípio da sucessão hereditária não está extinto, [mas] há muito tempo o destino aboliu esse costume. — Iltutmish | ” |

Iltutmish ofereceu-se para negociar, desde que ambos comparecessem ao encontro sem guerreiros. Yildiz recusou a oferta, resultando em uma batalha em Tarain em 25 de janeiro de 1216, que terminou com a vitória de Iltutmish. Isami afirma que Yildiz conseguiu escapar para Hansi, enquanto o cronista anterior Hasan Nizami relata que ele foi ferido por uma flecha e capturado no campo de batalha. Posteriormente, Yildiz foi levado à fortaleza de Iltutmish em Badaun, onde foi morto. O sucesso de Iltutmish nesse conflito reforçou o status independente do Sultanato de Déli.

## Conflito com Qabacha
A vitória de Iltutmish sobre Yildiz não resultou em um aumento substancial de seu território. Ele não afirmou imediatamente seu controle sobre a região de Punjab, e Qabacha recuperou o controle de Lahore. Nessa época, Qabacha havia assumido o título soberano de Sultão e controlava um vasto território que incluía Sindh costeira, Siwistan, Bhakkar e Multã.
Posteriormente, Qabacha tentou conquistar uma parte maior de Punjab: segundo Firishta, ele buscou estender sua autoridade até Sirhind, no leste. Isso levou Iltutmish a marchar contra ele em 1217. Qabacha inicialmente recuou, mas o exército de Iltutmish o perseguiu e o derrotou em um local chamado Mansura, situado às margens do rio Chenab. Iltutmish então capturou Laore no inverno de 1216-1217, e nomeou seu filho, Nasiruddin Mahmud, como governador da cidade. Lahore permaneceu contestada nos anos seguintes; por exemplo, na época da invasão Khwarazmida da região, estava sob o controle do filho de Qabacha.
Qabacha parece ter representado uma ameaça séria a Iltutmish, como sugerido por Muhammad Aufi em Lubab ul-Albab. Aufi, escrevendo pouco antes da invasão Khwarazmida, expressa esperança de que seu patrono, Qabacha, em breve conquistará toda Hindustão. Aufi também menciona que Ahmad Jamaji, governador de Bahraich sob Iltutmish, desertou para Qabacha em 1220.

## Ameaça da Corásmia
Os xás da Corásmia, que haviam tomado a parte ocidental do antigo Império Gúrida, sofreram uma invasão mongol em 1220. Após serem derrotados na Batalha do Indo, em 1221, o xá Jalal ad-Din Mingburnu fugiu para a região de Punjab. Ele formou uma aliança matrimonial com o chefe local dos Khokhar, Rai Khokhar Sankin, e derrotou outros governantes regionais, incluindo Qabacha.
O líder mongol, Genghis Khan, considerou brevemente retornar à Mongólia por uma rota mais curta, que envolvia cruzar as colinas do Himalaia. Ele enviou emissários a Iltutmish, pedindo permissão para passar pela Índia. Não há fontes remanescentes que informem o resultado dessa embaixada, mas parece que Genghis Khan desistiu de atravessar a Índia. Segundo o historiador persa Ata Maleque Juveini, Genghis Khan avançou para o leste da Índia, mas não conseguiu encontrar uma rota adequada e, portanto, deixou o país por Pexauar. É possível que Genghis Khan tenha pedido, por meio de seus emissários, que Iltutmish não ajudasse Jalal ad-Din, e parece que Iltutmish atendeu a essa solicitação.
Enquanto isso, Jalal ad-Din se estabeleceu na região de Sindh Sagar Doab, em Punjab, e capturou o forte de Pasrur. Ele enviou seu emissário Ainul Mulk a Iltutmish, buscando uma aliança contra os mongóis e pedindo um local seguro para ficar. De acordo com Juvayni, após deliberar sobre o assunto por vários dias, Iltutmish recusou fornecer-lhe um abrigo, alegando que nenhum lugar em seu reino tinha clima ou localização adequada para um rei. Iltutmish também mandou matar o emissário e enviou tropas para ajudar Qabacha contra Jalal ad-Din. Minhaj, outro historiador persa, afirma que o próprio Iltutmish liderou um exército contra Jalal ad-Din. Apenas as vanguardas dos dois exércitos entraram em confronto, e os dois governantes se retiraram após trocarem mensagens amigáveis.
Enquanto isso, Qabacha — que anteriormente havia aceitado a suserania de Jalal ad-Din — se rebelou contra ele, mantendo Jalal ad-Din ocupado. Jalal-ad-Din realizou algumas outras campanhas na Índia, incluindo um ataque em Gujarat, mas nenhuma contra Iltutmish. Ele deixou a fronteira indiana em 1223–1224; segundo seu biógrafo Shihab al-Din Muhammad al-Nasawi, ele o fez porque recebeu a notícia de que Iltutmish, Qabacha e vários chefes hindus ("rais e thakurs") haviam formado uma aliança contra ele. Os mongóis também mantiveram uma presença na região: por exemplo, o general de Genghis Khan sitiou Qabacha em Multan em 1224, antes de recuar por causa do calor intenso.
Até a morte de Genghis Khan em 1227, Iltutmish optou por não se envolver na política da região do vale do Indo para evitar um possível conflito com os mongóis.

## Expansão territorial

### Leste da Índia eRajastão
O predecessor de Iltutmish, Aibak, havia nomeado Ali Mardan Khalji como governador dos territórios do sultanato no leste da Índia. Após a morte de Aibak, a região tornou-se independente, com Lakhnauti como sua capital, e o sucessor de Ali Mardan, Ghiyasuddin Iwaj Shah (também conhecido como Husamuddin Iwaz Khalji), proclamou-se sultão soberano. Enquanto Iltutmish estava ocupado na fronteira noroeste de seu império, Ghiyasuddin conquistou partes do atual Bihar e também obteve tributos dos pequenos estados de Jajnagar, Tirhut, Bang (na região de Bengala) e Kamrup.
As forças de Iltutmish capturaram Bihar na década de 1210 e invadiram Bengala em 1225. Ghiyasuddin liderou um exército para conter o avanço de Iltutmish, mas acabou decidindo evitar o conflito pagando-lhe tributo e aceitando sua suserania. Iltutmish aceitou a oferta e retornou a Delhi após nomear Malik Jani como governador de Bihar.
Em 1226, Iltutmish conquistou o forte de Ranthambore, que era considerado impenetrável. No ano seguinte, capturou também o forte de Mandore, localizado na atual região de Rajastão.
Enquanto isso, no leste da Índia, Ghiyasuddin reafirmou sua independência e ocupou Bihar. Em 1227, Iltutmish ordenou que seu filho, Nasiruddin Mahmud, que na época governava a região vizinha de Awadh, invadisse Bengala enquanto Ghiyasuddin estava fora em uma campanha de saques em Kamrup. Nasiruddin capturou a capital Lakhnauti e derrotou, executando Ghiyasuddin em seu retorno a Bengala. Após essa conquista, as moedas na região de Bengala passaram a ser emitidas em nome de Iltutmish, e a khutba em Lakhnauti também foi lida em seu nome.

### Anexação do império de Qabacha
Durante a primeira metade da década de 1220, Iltutmish evitou o Vale do Rio Indo, que era disputado pelos mongóis, pelos reis da Corásmia e por Qabacha. Após a diminuição da ameaça mongol e khwarazmiana, Qabacha ganhou controle sobre essa região. Logo depois, entre 1228 e 1229, Iltutmish invadiu o território de Qabacha. Nessa época, os conflitos com os khwarazmianos e os mongóis haviam enfraquecido o poder de Qabacha.
Os escritos de Hasan Nizami e Muhammad Aufi sugerem que Qabacha havia assinado anteriormente alguns tratados com Iltutmish, provavelmente para garantir seu apoio contra o príncipe da Corásmia, Jalal ad-Din. Esses tratados provavelmente envolviam o reconhecimento da soberania de Iltutmish por parte de Qabacha ou promessas de entrega de alguns territórios ao sultão de Déli. O descumprimento desses tratados por Qabacha pode ter levado Iltutmish a declarar guerra contra ele.
As forças de Iltutmish capturaram Tabarhinda, Kuhram, Sarsati (ou Sursuti) e Lahore de Qabacha. Iltutmish nomeou Nasir al-Din Aytemur al-Baha'i como seu governador provincial (muqta) de Lahore. Em seguida, ele enviou Nasir al-Din para capturar Multan, enquanto ele mesmo invadia Uch. Nasir al-Din capturou Lahore, e Iltutmish tomou Uch após um cerco de três meses, em 4 de maio de 1228.
Qabacha fugiu para Bhakkar, perseguido por um exército liderado pelo wazir de Iltutmish, Nizam al-Mulk Junyadi. Encontrando-se em uma situação sem saída, Qabacha enviou seu filho Malik Alauddin Bahram a Iltutmish para negociar um tratado de paz. Iltutmish ofereceu paz em troca da rendição incondicional de Qabacha, mas este preferiu a morte a aceitar essas condições e cometeu suicídio ao se afogar no Rio Indo na noite de 26 de maio de 1228.
Iltutmish então colocou Multan e Uch sob o controle de seus próprios governadores e fez suas forças ocuparem vários locais estratégicos, expandindo sua autoridade até Macrão, a oeste. Malik Sinanuddin, o wāli (governador) da costa de Sindh, também reconheceu a autoridade de Iltutmish, fazendo com que o império de Iltutmish se estendesse até o Mar da Arábia. O filho de Qabacha e os seguidores sobreviventes também aceitaram a suserania de Iltutmish.

## Últimos anos

### Reconhecimento do califa
Em 1220, o califa abássida Al-Nasir enviou seu embaixador nascido na Índia, Radi al-Din Abu'l-Fada'il al-Hasan bin Muhammad al-Saghani, para Déli. O embaixador retornou à capital abássida, Bagdá, em 1227, durante o reinado de Almostancir I. Em 1228, o novo califa enviou o embaixador de volta a Déli com vestes de honra, reconhecendo a autoridade de Iltutmish na Índia e conferindo a ele os títulos Yamin Khalifat Allah ("Mão Direita do Emissário de Deus") e Nasir Amir al-Mu'minin ("Auxiliar do Comandante dos Fiéis"). Em 18 de fevereiro de 1229, a embaixada chegou a Déli com uma escritura de investidura.
Embora o status do Califado como uma instituição pan-islâmica estivesse em declínio, o reconhecimento do califa foi visto como uma legitimação religiosa e política do status de Iltutmish como um governante independente em vez de um subordinado Ghurid. O reconhecimento do califa foi uma mera formalidade, mas Iltutmish o celebrou em grande estilo, decorando a cidade de Déli e homenageando seus nobres, oficiais e escravos. Os próprios poetas da corte de Iltutmish elogiam o evento, e o viajante marroquino do século XIV, Ibne Batuta, o descreve como o primeiro governante independente de Déli. Iltutmish é o único governante da Índia a ter o reconhecimento do califa. Ghiyasuddin Iwaj Shah, o governante de Bengala derrotado pelas forças de Iltutmish, havia assumido anteriormente o título de Nasir Amir al-Mu'minin, mas o fez unilateralmente sem a sanção do Califa. O califa provavelmente viu Iltutmish como um aliado contra seu rival corásmio, o que pode tê-lo levado a reconhecer a autoridade de Iltutmish na Índia.
Após o reconhecimento do califa, Iltutmish começou a inscrever o nome do califa em suas moedas, incluindo o novo tanka de prata introduzido por ele.

### Outras campanhas
Outras campanhas
Em março-abril de 1229, o filho de Iltutmish, Nasiruddin Mahmud, que governava Bengala desde 1227, morreu inesperadamente. Aproveitando-se disso, Malik Balkha Khalji, um oficial de Iltutmish, usurpou a autoridade em Bengala. Iltutmish invadiu a região e o derrotou em 1230. Ele então nomeou Malik Alauddin Jani como governador de Bengala.
Enquanto isso, Mangal Deva, o chefe Parihara de Gwalior na Índia central, havia declarado independência. Em 1231, Iltutmish sitiou a cidade e a capturou após 11 meses de conflito, em 12 de dezembro de 1232. Depois que Mangal Deva fugiu, e Iltutmish deixou o forte sob o comando de seus oficiais Majdul Mulk Ziyauddin.
Em 1233–1234, Iltutmish colocou Gwalior sob Malik Nusratuddin Taisi, que também foi designado para os iqta's de Sultankot e Bayana, e encarregado dos contingentes militares em Kannauj, Mehr e Mahaban. Pouco depois, Taisi atacou o forte Chandela de Kalinjar e, posteriormente, saqueou a área por cerca de 50 dias. Durante esta campanha, adquiriu uma grande riqueza: a parte de Iltutmish (um quinto) do saque chegou a 2,5 milhões de jitals. Enquanto Taisi estava retornando a Gwalior, o governante Yajvapala Chahada-deva (chamado de Jahar por Minhaj) o emboscou, mas Taisi conseguiu se defender do ataque dividindo seu exército em três contingentes.
Posteriormente, Iltutmish invadiu as cidades de Bhilsa e Ujaim controladas por Paramara em 1234–35. O exército de Iltutmish ocupou Bhilsa e destruiu um templo cuja construção - de acordo com Minhaj - levou trezentos anos. Em Ujaim, suas forças danificaram o templo de Mahakaleshwar e obtiveram uma rica pilhagem, mas fizeram pouco esforço para anexar o território Paramara. O jyotirlinga no local foi desmontado e acredita-se que foi jogado em um 'Kotiteerth Kunda' próximo (um lago vizinho ao templo) com o Jaladhari (uma estrutura que sustenta o Lingam) roubado durante a invasão.
Por volta de 1229–1230, a fronteira noroeste do reino de Iltutmish parece ter se estendido até o rio Jelum, já que Nasawi afirma que ele controlava a área "até a vizinhança dos portões da Caxemira". Durante este período, Iltutmish invadiu os territórios controlados pelo subordinado corásmio Ozbeg-bei, no atual Paquistão. Ozbeg-bei fugiu para junto do governante corásmio Jalaladim Mingueburnu, no Iraque, enquanto outros comandantes locais, incluindo Hasan Qarluq, se renderam a Iltutmish. Qarluq mais tarde mudou sua lealdade aos mongóis. Durante seus últimos dias, em 1235-1236, Iltutmish é conhecido por ter abortado uma campanha na área de Binban: esta campanha foi provavelmente dirigida contra Qarluq.
Hammira-mada-mardana, uma peça em sânscrito de Jayasimha Suri, menciona que um mlechchha (estrangeiro) chamado Milachchhrikara invadiu Gujarat durante o reinado de Chaulukya. O ministro Chaulukya Vastupala usou táticas diplomáticas para criar muitas dificuldades para o invasor, que foi finalmente derrotado pelo general Viradhavala. Alguns historiadores identificaram Milachchhrikara com Iltutmish, teorizando assim que Iltutmish tentou invadir Gujarat sem sucesso. No entanto, outros rejeitaram essa identificação como imprecisa.

### Morte e sucessão
Em 1236, Iltutmish adoeceu durante uma marcha em direção à fortaleza de Qarluq, Bamyan, e retornou a Déli em 20 de abril, na época escolhida por seus astrólogos. Ele morreu em Déli logo depois, em 30 de abril de 1236 e foi sepultadono complexo Qutb em Mehrauli.
A morte de Iltutmish foi seguida por anos de instabilidade política em Déli. Durante este período, quatro descendentes de Iltutmish foram colocados no trono e assassinados. Na década de 1220, Iltutmish preparou seu filho mais velho Malikus Sa'id Nasiruddin Mahmud como seu sucessor, mas Nasiruddin morreu inesperadamente em 1229. Ao partir para sua campanha em Gwalior em 1231, Iltutmish deixou a administração de Déli para sua filha Razia. Sua administração efetiva o levou a declará-la como sua herdeira aparente em 1231, após seu retorno de Gwalior.[58] No entanto, pouco antes de sua morte, Iltutmish parece ter escolhido seu filho mais velho sobrevivente Ruknuddin Firuz como seu sucessor. Quando Iltutmish morreu, os nobres nomearam Ruknuddin por unanimidade como o novo rei.
Durante o reinado de Ruknuddin, sua mãe, Shah Turkan, assumiu o controle dos assuntos de estado e começou a maltratar seus rivais. A execução de Qutubuddin, um filho popular de Iltutmish, levou a rebeliões de vários nobres, incluindo Malik Ghiyasuddin Muhammad Shah - outro filho de Iltutmish. Em meio a essas circunstâncias, Razia tomou o trono em novembro de 1236, com o apoio do público em geral e de vários nobres, e Ruknuddin foi executado. Razia também enfrentou rebeliões e foi deposta e morta em 1240. Os nobres então nomearam Muizzuddin Bahram - outro filho de Iltutmish - no trono, mas posteriormente o depuseram e o mataram em 1242. Em seguida, os nobres colocaram o filho de Ruknuddin, Alauddin Masud, no trono, mas ele também foi deposto em 1246.
A ordem foi restabelecida somente depois que Nasiruddin-Mahmud se tornou sultão com o proeminente escravo de Iltutmish, Ghias-ud-din-Balban como seu representante (Naib) em 1246. Minhaj chama o novo sultão de filho de Iltutmish, mas Isami e Firishta sugerem que ele era neto de Iltutmish. Alguns historiadores modernos consideram Minhaj mais confiável, enquanto outros acreditam que o novo sultão era filho do filho mais velho de Iltutmish, Nasiruddin (que morreu antes de Iltutmish), e recebeu o nome de seu pai. Balban detinha todo o poder na época e se tornou sultão em 1266. Os descendentes de Balban governaram Delhi até serem derrubados pela Dinastia Khalji ou Khilji, uma dinastia turco-afegã que governou o Sultanato de Déli por 30 anos, entre 1290 e 1320.

## Galeria

Túmulo de Illtumish no Complexo de Qutub Minar
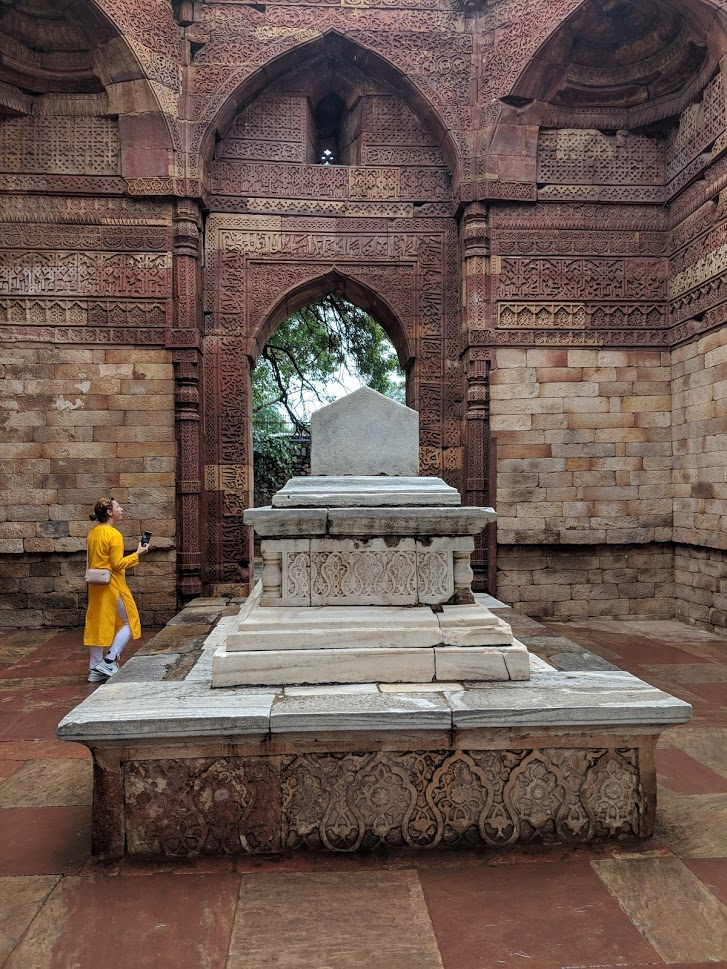
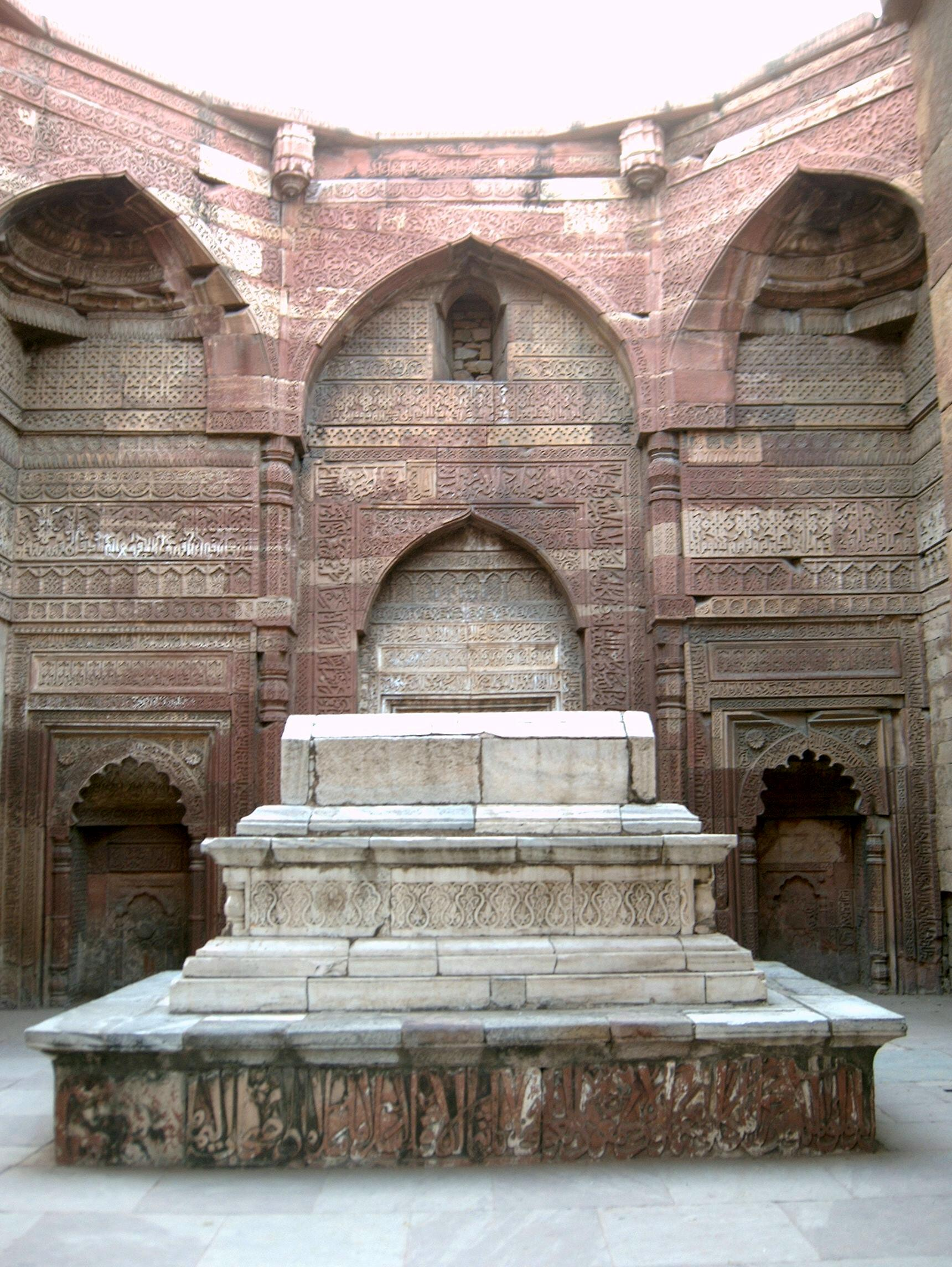
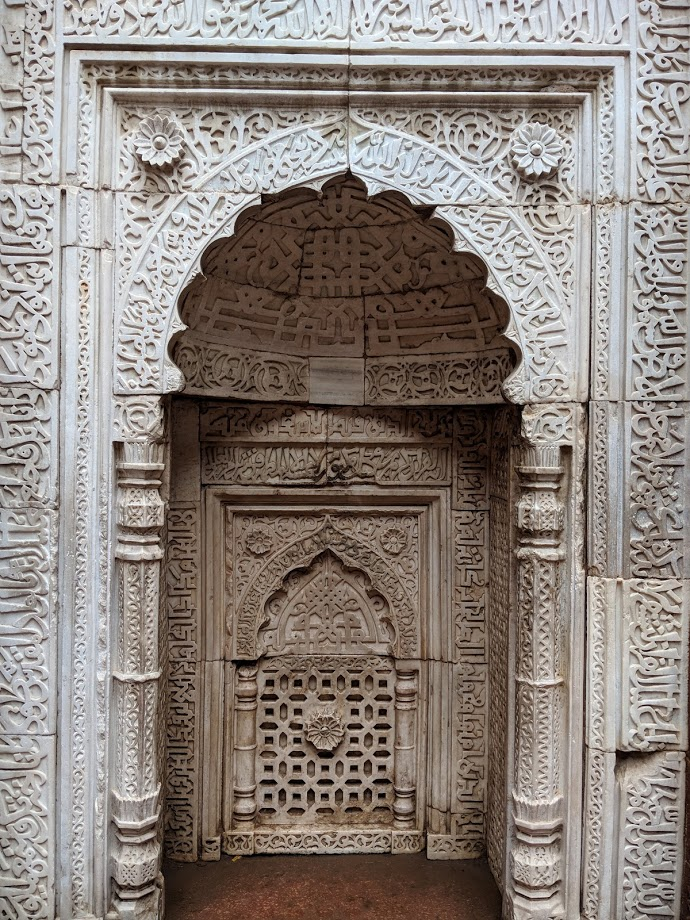
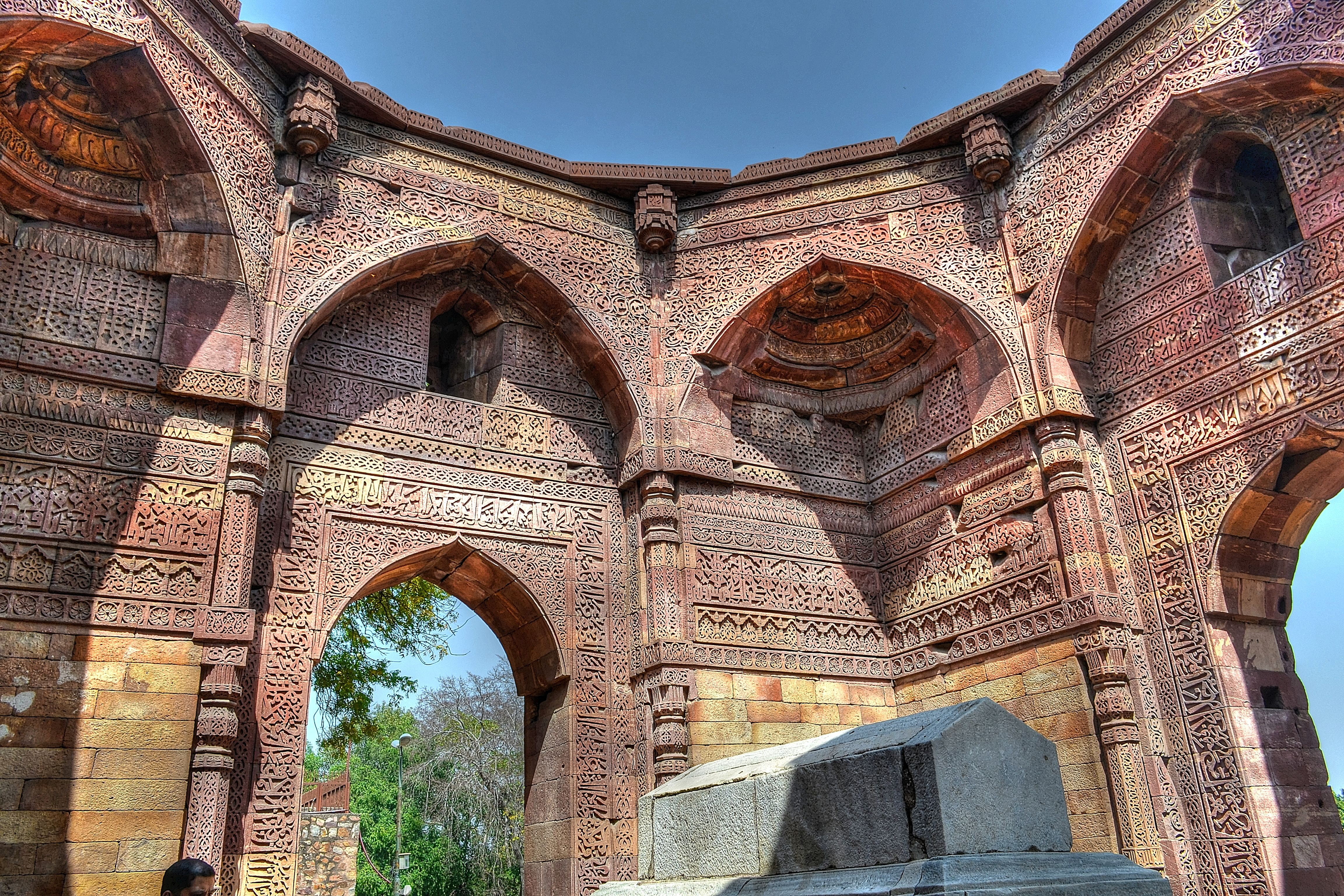
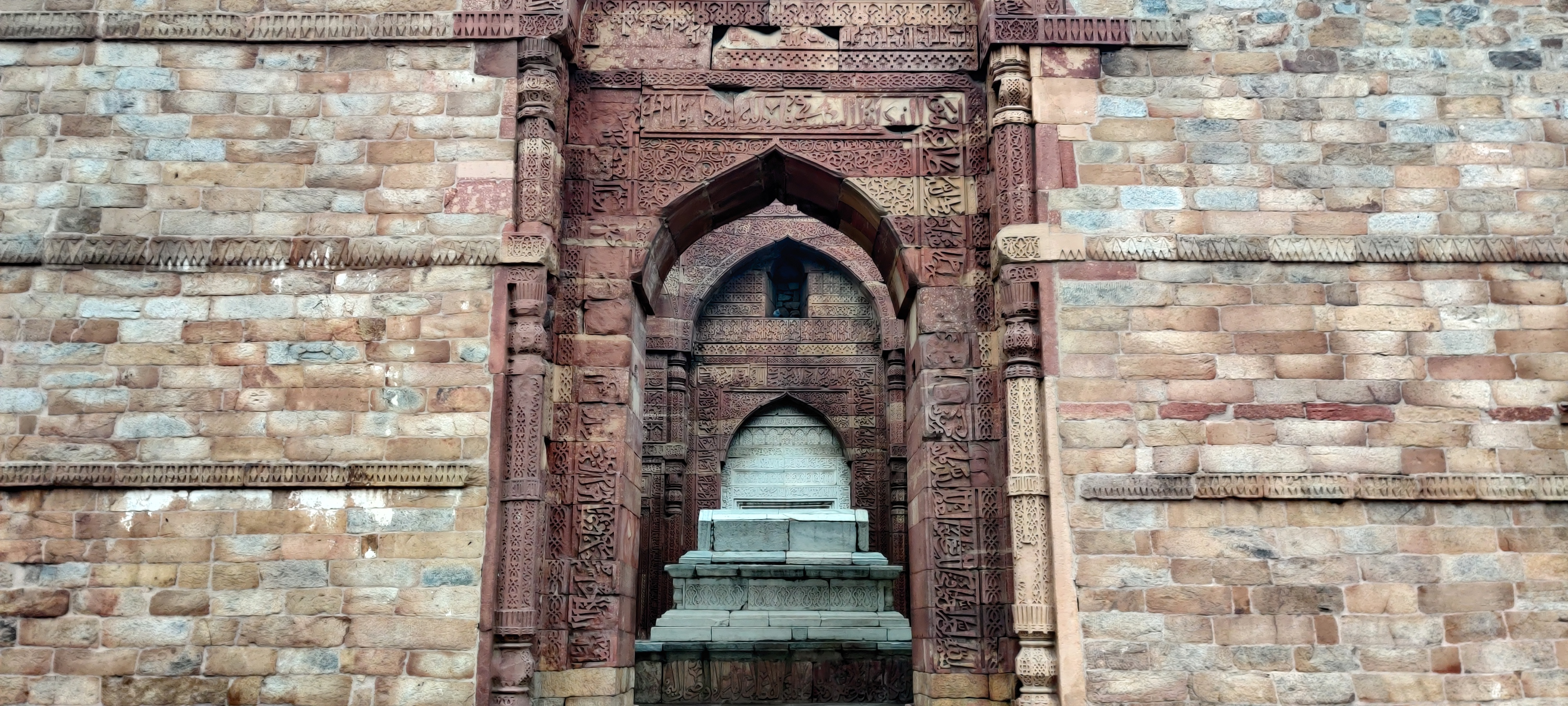